# Beniatjar
Beniatjar è un comune spagnolo situato nella comunità autonoma Valenciana.